# Chilcotin
Chilcotin (Tŝilhqot’in, Tsilkotin), pleme Athapaskan Indijanaca iz unutrašnjosti Britanske Kolumbije, Kanada, u dolini rijeke Chilcotin. Morice ih 1889. dijeli na Tlathenkotin u selu Tlothenka na Chilcotin Riveru ; Tleskotin, u selu Tlesko na mjestu gdje se sastaju Chilcotin i Fraser i Toosey kod agencije Williams Lake. Postojala je i grupa Chilcotina koja je ostala vjerna starom polunomadskom životu, njih su bijelci prozvali "Stone Chilcotin," ili "Stonies." 
Današnji Chilcotini podijeljeni su na bande: Esdilagh (Alexandria), Tsi Del Del ili Redstone (Alexis Creek), Stone Chilcotin ili Yuneŝit'in, Tl'esqox (Toosey), Tl’etinqox-t’in (Anaham) i Xeni Gwet'in (Nemiah).
Najbliži srodnici Chilcotina su Nosači (Carrier), čiji se teritorij prostire upravo sjeverno od njih, i koji su, osim ranijih komunikacija s Kwakiutlima s Knights Inleta, jedini narod s kojima su stupali u kontakt. Na istoku od Shuswapa, Salishan plemena, dijeli ih rijeka Fraser. S ovima su Chilcotini u ranija vremena bili u konstantnom ratu. Na jugu susjedi im bijahu Lillooet Indijanci, i kontakt s njima bijaše slabašan. 
Chilcotini su 1780. imali 2,500 duša. Alxander Mackenzie kroz njihov teritorij prolazi tek 1793., a 1821. izgrađena je tvrđava Fort Alexandria. Tijekom 19. stoljeća Chilcotini su češće u kontaktu s bijelcima, pa ih 1862. pogađaju boginje. Dvije godine kasnije dolazi do Chilcotin Wara, u kojem je ubijeno 19 ljudi ujutro 19. travnja. preživjeli su posvjedočili da je vođa napada bio Chilcotin poglavica “Klatsassin”. Uzrok napada ostao je nepoznat. Klatsassin je pogubljen u Quesnelu 26 listopada iste godine. Današnji Chilcotini održavaju godišnje spomen-dan na njega (Klatsassin Memorial Day ). -Godine 1884. zabranjen je potlatch kojeg je ovo pleme prakticiralo, no zabrana je ukinuta 1951. 
Od 1800. do 1837. brojno stanje Chilcotina spalo je s 2,500 na svega 600. Godine 1900. populacija je iznosila 550. Tek u novijoj povijesti broj im je počeo rasti: 1700 (1970.);  2300 (2000.); 2406 (2005.). 

## Vanjske poveznice
- The Chilcotin Language
- Chilcotin